# Sumpsoldater
Sumpsoldater (russisk: Болотные солдаты) er en sovjetisk film fra 1938 af Aleksandr Matjeret.

## Medvirkende
- Oleg Zjakov som Paul
- Semjon Mezjinskij
- S. Sjirokova som Mari
- Ivan Kudrjavtsev som Tiedemann
- Vasilij Vanin